# Kenan Şimşek
Kenan Şimşek (* 1. ledna 1968 Ordu, Turecko) je bývalý turecký zápasník, volnostylař. V roce 1992 na olympijských hrách v Barceloně vybojoval stříbrnou medaili v kategorii do 90 kg. V roce 1990 a 1991 vybojoval 6. a v roce 1994 11. místo na mistrovství světa. V roce 1990, 1992 a 1993 vybojoval v kategorii do 90 kg bronz a v roce 1995 v kategorii do 100 kg 5. místo na mistrovství Evropy. V roce 1991 vybojoval zlato na Středomořských hrách.